# Anton Dreesmann (1923-2000)
Nobile Anton Casper Rudolphus Dreesmann (Amsterdam, 2 mei 1923 – Laren, 15 februari 2000) was een Nederlands ondernemer en lid van de familie Dreesmann.
Anton Dreesmann was de zoon van Willem Dreesmann (1885-1954) en een kleinzoon van de gelijknamige Anton Dreesmann (1854-1934) die samen met Willem Vroom in 1887 het bedrijf Vroom & Dreesmann had opgericht.
Na het behalen van zijn gymnasiumdiploma in 1941 moest hij onderduiken, zodat hij pas na de Tweede Wereldoorlog kon beginnen met zijn studie economie en rechten aan de Universiteit van Amsterdam (UvA). In 1952 ging hij aan de slag in het Haagse filiaal van V&D, waar hij van 1954 tot 1973 directeur was.
Daarna volgde hij zijn broer Willem junior op als topman van Vendex en hielp hij dit van oorsprong familiebedrijf verder uit te bouwen. In 1988 werd hij opgevolgd door Arie van der Zwan, maar ondanks gezondheidsproblemen bleef hij nog zeven jaar als vicevoorzitter van de raad van commissarissen betrokken bij het bedrijf. In 1999 fuseerde Vendex met Koninklijke Bijenkorf Beheer (KBB) tot Vendex KBB.
Anton Dreesmann was getrouwd met Marianne Dreesmann-van der Spek en had met haar vier zonen en een dochter, Anton junior, Pieter, Quinten, Marc en Barbara, die binnen Vendex geen carrière maakten.
Naast zakenman was hij ook actief als buitengewoon hoogleraar economie aan de UvA. Bovendien was hij van 1971 tot 1991 lid van de Sociaal-Economische Raad (SER).
Anton Dreesmann was Ridder in de Orde van de Nederlandse Leeuw, Commandeur in de Orde van Oranje-Nassau en erfelijk Pauselijk edelman met het predicaat Nobile. Hij was ook Burggraaf van Cairú in Brazilië.